# Pyrrus I (patriarcha Konstantynopola)
Pyrrus I (zm. 1 czerwca 654 w Konstantynopolu) – patriarcha Konstantynopola w okresie od 20 grudnia 638 do 29 września 641 i ponownie od 9 stycznia do 1 czerwca 654.

## Życiorys
Pyrrus I był zwolennikiem monoteletyzmu, doktryny popieranej przez cesarza Herakliusza. W 638 r., z pomocą cesarza, został wybrany patriarchą. Po śmierci jego protektora został zaangażowany w rozgrywki polityczne i zesłany do Afryki.
Na wygnaniu, w 645 r. wdał się z dysputę z Maksymem Wyznawcą, po czym porzucił monoteletyzm. Następnie udał się do Rzymu w 647 r., potem do Rawenny i wreszcie do Konstantynopola, gdzie przywrócił tę doktrynę. Spowodowało to ekskomunikę nałożoną przez papieża Teodora I. W 654 r. ponownie został patriarchą Konstantynopola i był nim do śmierci.